# Ben Greenman
Ben Greenman (* 28. září 1969) je americký novinář a spisovatel. Svou první knihu, která obsahuje krátké humorné příběhy, vydal roku 2001 pod názvem Superbad. První román, který dostal název Superworse, vydal roku 2004. Je spoluautorem autobiografických knih různých hudebníků, včetně Briana Wilsona (I Am Brian Wilson: A Memoir), Mariel Hemingway (Invisible Girl) a George Clinton (Brothas Be, Yo Like George). Je také spoluautorem dvou knih s hudebníkem Questlovem. V letech 2000 až 2014 byl editorem magazínu The New Yorker.